# ويليام باترسون
ويليام باترسون (19 مارس 1854 - 20 أكتوبر 1939) (بالإنجليزية: William Patterson)‏ هو لاعب كريكت بريطاني (وحمل سابقاً جنسية المملكة المتحدة لبريطانيا العظمى وأيرلندا).